# Marco Luzzago
Marco Luzzago (Brescia, 1950 - Macerata, 7 de junho de 2022) foi um médico italiano e Tenente do Grão-Mestre da Ordem Soberana e Militar de Malta.

## Biografia

### Família
Era um membro de uma família nobre de Brescia que pode ser rastreada na linha masculina até 1360. Um ramo extinto da família recebeu o título de conde de Cesana da República de Veneza em 1678. Sendo um descendente colateral do Venerável Alessandro Luzzago.

### Ordem de Malta
Em 1975, ingressou na Ordem Soberana e Militar de Malta como Cavaleiro de Honra e Devoção no Grande Priorado da Lombardia e Veneza. em 2003 fez votos solenes como Cavaleiro da Justiça, a partir de 2010 foi responsável por comandar uma das ordens de marcas.

Foi promovido em 2011 ao posto de Cavaleiro Comandante da Justiça no Grão-Priorado de Roma, onde ocupou o cargo de delegado das marchas do norte e chefe da biblioteca. A partir de 2017 foi membro do Conselho da Ordem da Associação Italiana de Malta.